# 甲斐駒ヶ岳
甲斐駒ヶ岳（かいこまがたけ）は、南アルプス国立公園内の赤石山脈（南アルプス）北端の山梨県北杜市と長野県伊那市にまたがる標高2,967 mの山である。峻険な山容をもち、半ば独立峰のような姿勢で屹立する日本アルプス屈指の名峰で、日本百名山、新日本百名山、新・花の百名山、山梨百名山、信州百名山、日本百景に選定されている。

## 概要

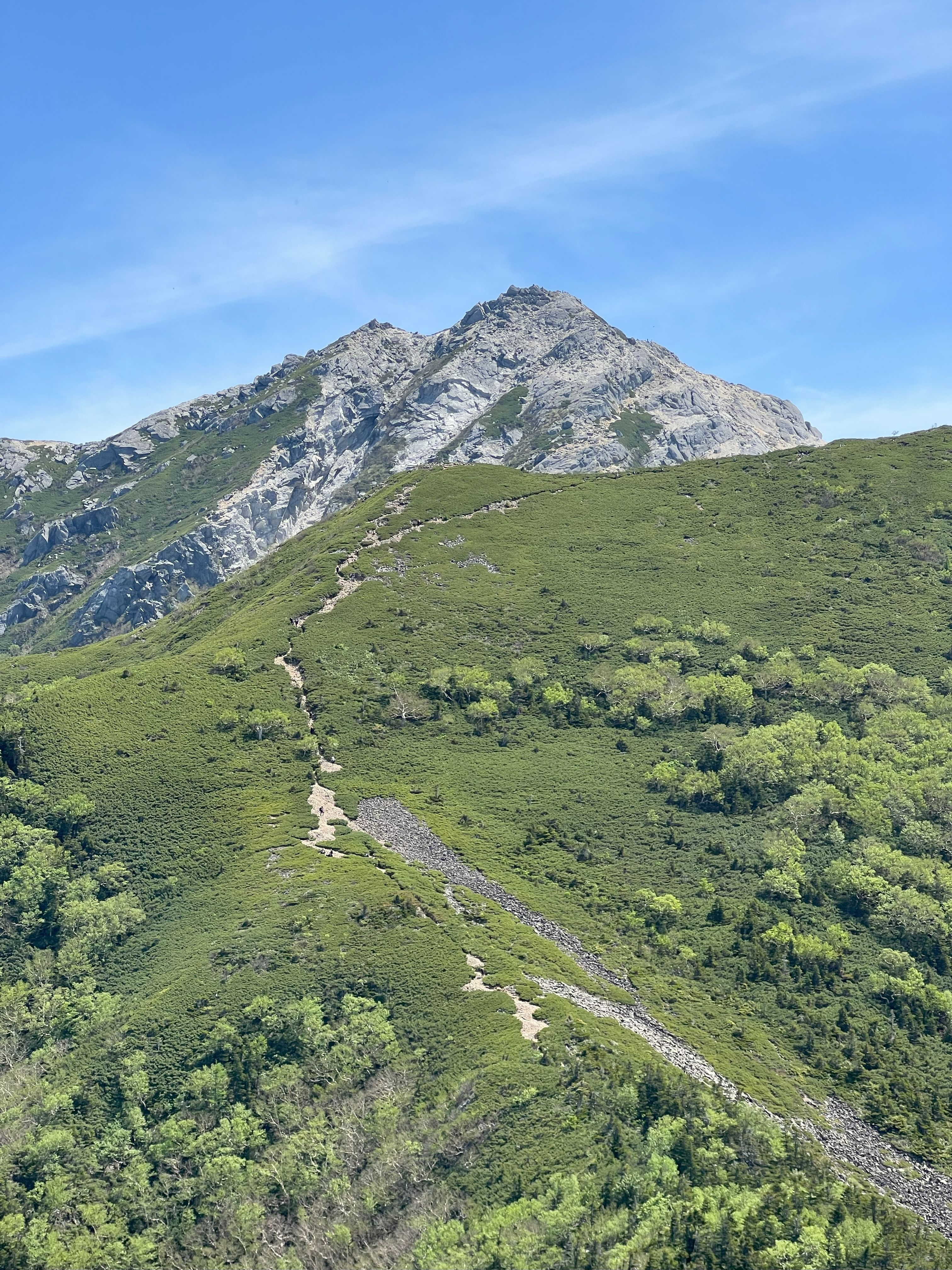
双児山より望む甲斐駒ヶ岳

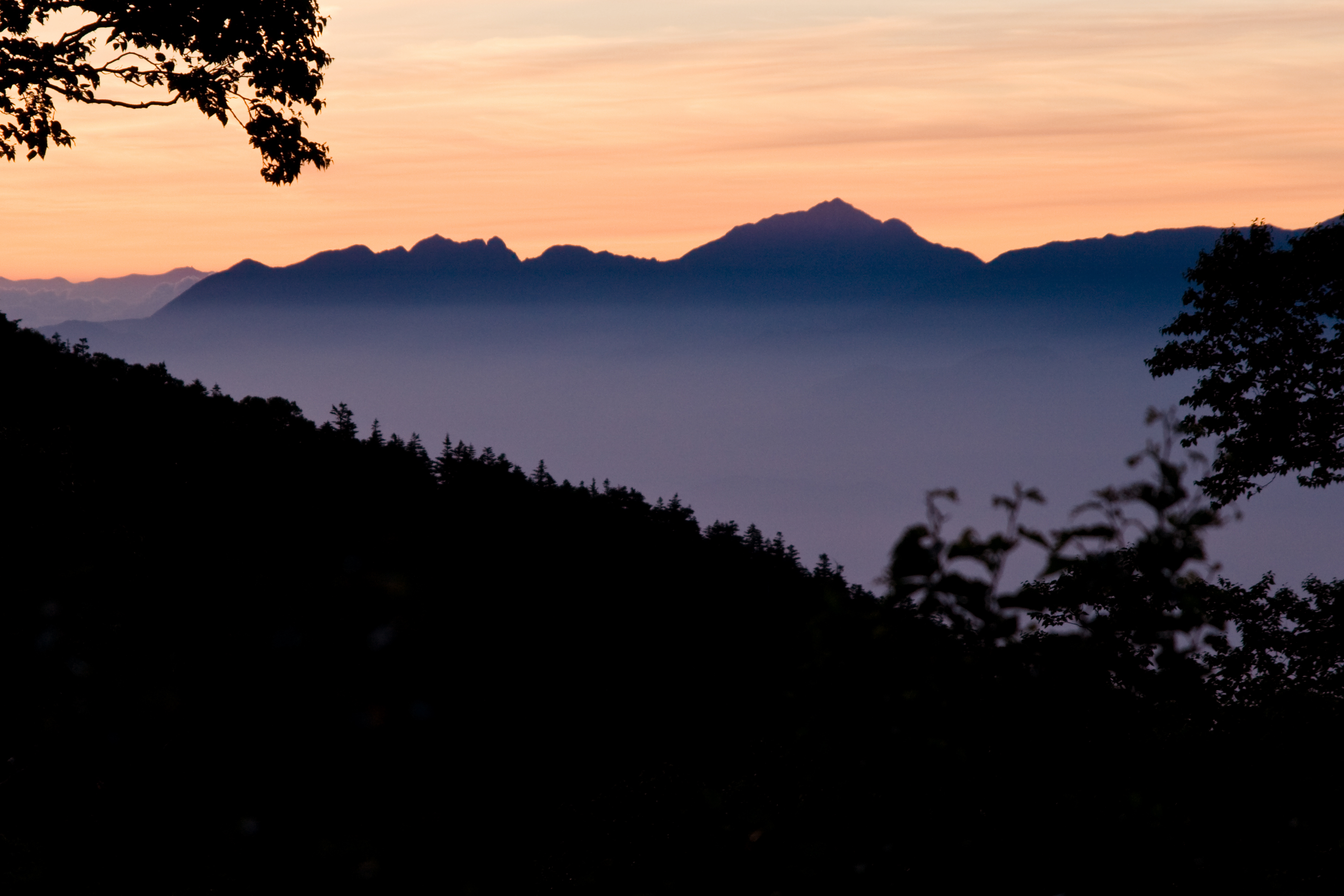
空木平から望む鋸岳（左）と甲斐駒ヶ岳（右）

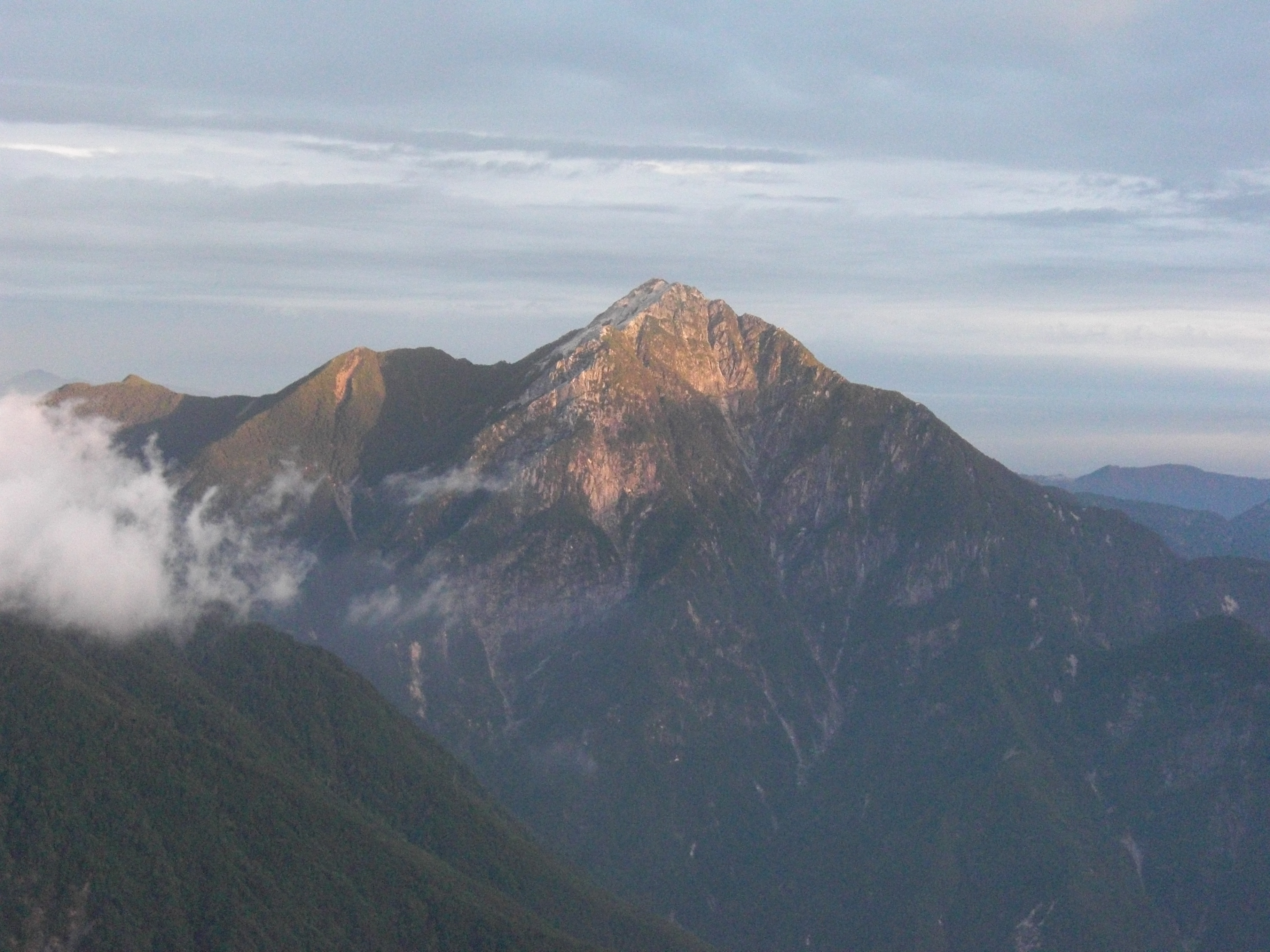
鳳凰山（地蔵ヶ岳）から望む甲斐駒ケ岳

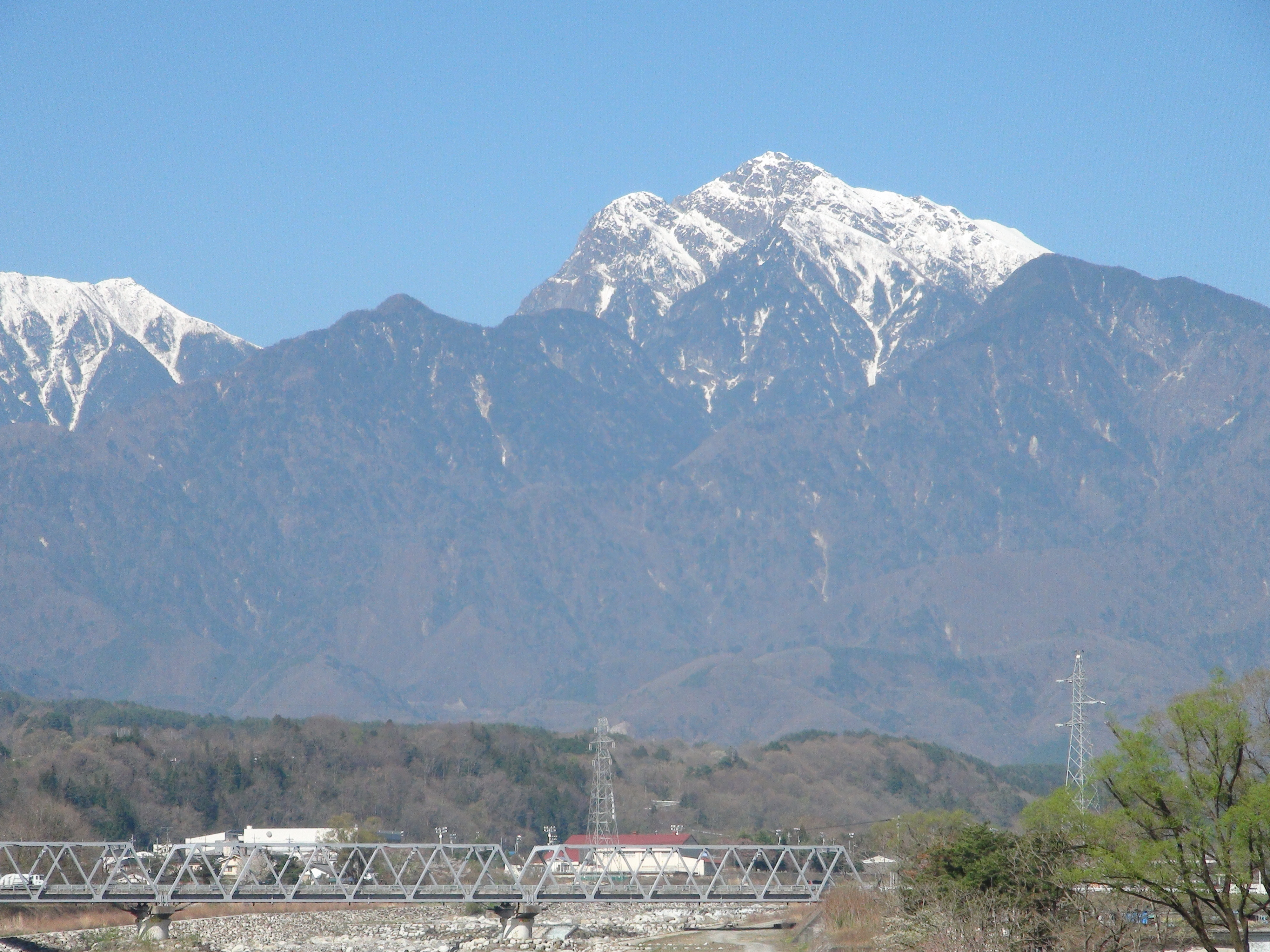
山梨県側、旧武川村から望む甲斐駒ケ岳

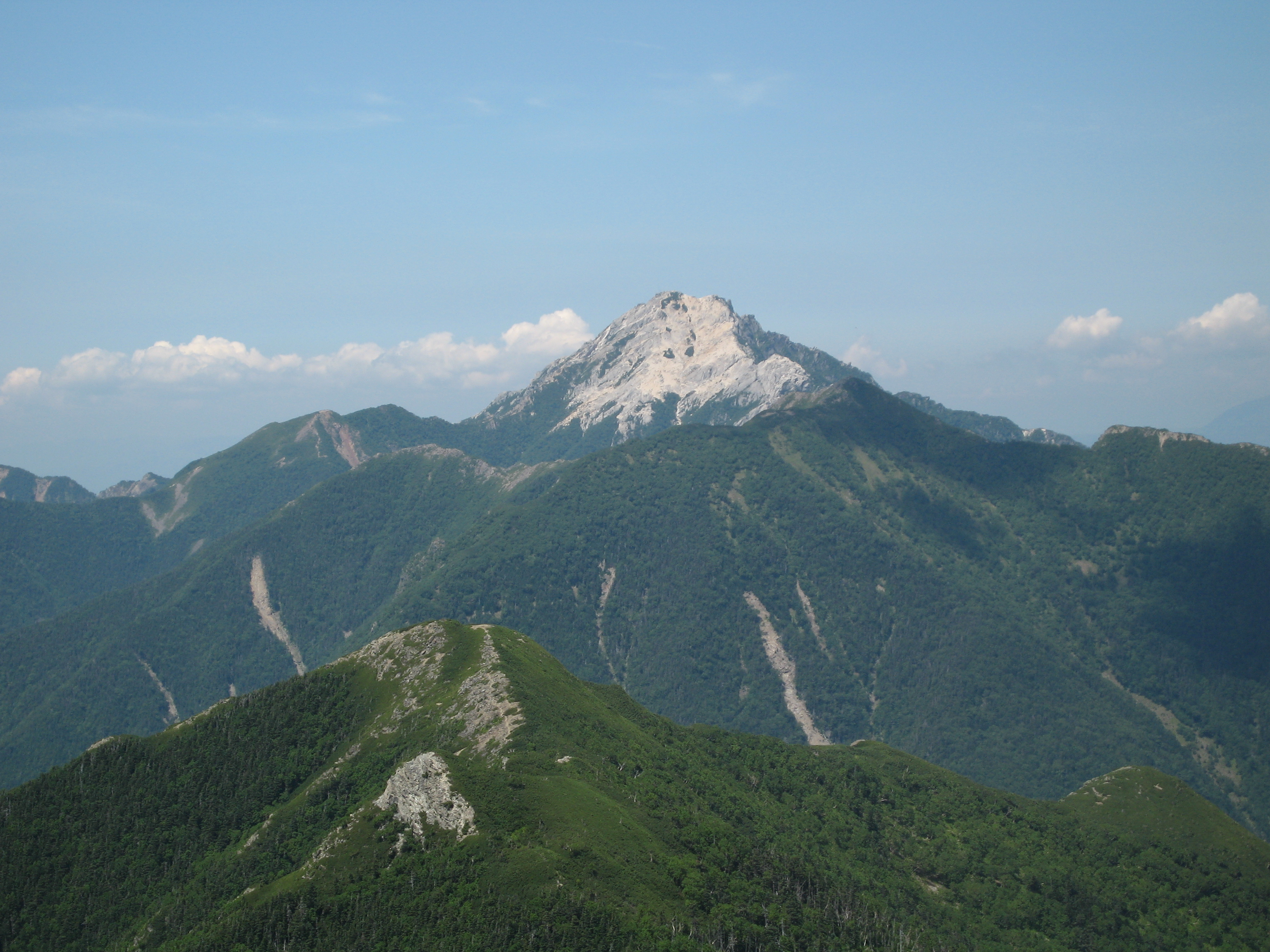
北岳より望む甲斐駒ヶ岳

「駒ヶ岳」の名を冠する独立した山は全国に18山あるが、その中ではこの甲斐駒ヶ岳が最高峰であり、木曽駒ヶ岳が2,956 mでこれに続く。ただし、富士山の火口を取り巻く火口縁（いわゆるお鉢めぐり）の南側には、駒ヶ岳もしくは浅間岳と呼ばれる小突起があり、その標高は3,715 mである。
長野県側（特に甲斐駒ヶ岳と木曽駒ヶ岳に挟まれる伊那谷周辺）では、甲斐駒ヶ岳を東駒ヶ岳（ひがしこまがたけ）、木曽駒ヶ岳を西駒ヶ岳と呼ぶ。
南アルプスの山々は、高い標高と大きな山容を持ってはいるが、全般になだらかな稜線を連ねており、鋭角的な姿をした山は多くない。しかも、仙丈ヶ岳など南アルプスの他の多くの山は、前山に阻まれて人里からは間近に見えないことも多い。これに対して、甲斐駒ケ岳は、山梨県側の山麓から一気に2,500 mほどの標高差をもって立ち上がっており、中央本線沿線からもその全貌が望まれる。また、「日本百名山」を記した深田久弥も甲斐駒ヶ岳の項の中で、「甲斐駒ケ岳は名峰である。もし日本の十名山を選べと言われたとしても、私はこの山を落とさないだろう」と述べており、その山容を絶賛している。
さらに、水成岩の山が多い南アルプスの中で、例外的に火成岩である花崗岩から成るため、山肌が夏でも白く望まれることも、駒ヶ岳の個性を際立たせている。このため、甲斐駒ヶ岳は古くから多くの人々に名山として称えられ、詩歌に歌われてきた。作家の宇野浩二はこの山を「山の団十郎」と評し、江戸時代の僧侶海量は、「甲峡に連綿として丘壑（きゅうがく）重なる 雲間に独り秀づ鉄驪（てつり）の峰」とその姿を漢詩に歌っている。
甲斐駒ヶ岳はまた、古くから信仰の対象ともなってきた。山梨県側の山麓の横手・竹宇両集落には駒ヶ岳神社が鎮座しており、そこから山頂にいたる黒戸尾根には現在も不動岩（威力不動尊を祀る）等の信仰にまつわる多くの石碑や石仏が残る。

## 歴史
- 731年（天平3年）に、聖徳太子が白い馬に乗って甲斐駒ヶ岳を往復したとされる甲斐の黒駒伝説がある[7]。
- 1816年（文化13年）6月15日に、弘幡行者（小尾権三郎）が現在の横手駒ケ岳神社から黒戸尾根経由で開山したとされている[8]。
- 1884年（明治17年）に、植松嘉衛が修験者のための小屋掛け（木の皮で作られた簡素な山小屋）を五合目に造った。
- 1891年（明治24年）7月10日に、山頂に一等三角点のためのやぐらが設置され、同月14日に、三角点の標石（重さ90 kg）が設置された。
- 1896年（明治29年）に、木暮理太郎が登頂した。
- 1902年（明治35年）に、ウォルター・ウェストンが黒戸尾根から登頂した。
- 1917年（大正6年）、七丈小屋営業開始。
- 1964年（昭和39年）6月1日に、南アルプス国立公園に指定された。
- 1980年（昭和55年）に、長谷村（現：伊那市）長谷戸台口から北沢峠間の約22 kmを結ぶ長谷村の村営南アルプス林道バスが開業し、多くの登山者が北沢峠から甲斐駒ヶ岳への登山道を利用するようになった。
- 1991年（平成3年）に、白簱史朗らが五合目の五丈石に植松嘉衛のレリーフ及び礎石を設置した。
- 2002年（平成14年）に、白州町（現：北杜市）が、黒戸尾根七合目の七丈小屋を整備し、水洗トイレ化した。
- 2003年（平成15年）に、黒戸尾根の八合目の鳥居が倒壊。
- 2006年（平成18年）秋に、伊那市が甲斐駒ヶ岳と鋸岳三ツ頭との鞍部付近にある六合目石室を改築した。
- 2007年（平成19年）に、黒戸尾根の五合目小屋が解体され更地となった。

## 登山

### 北沢峠からのルート

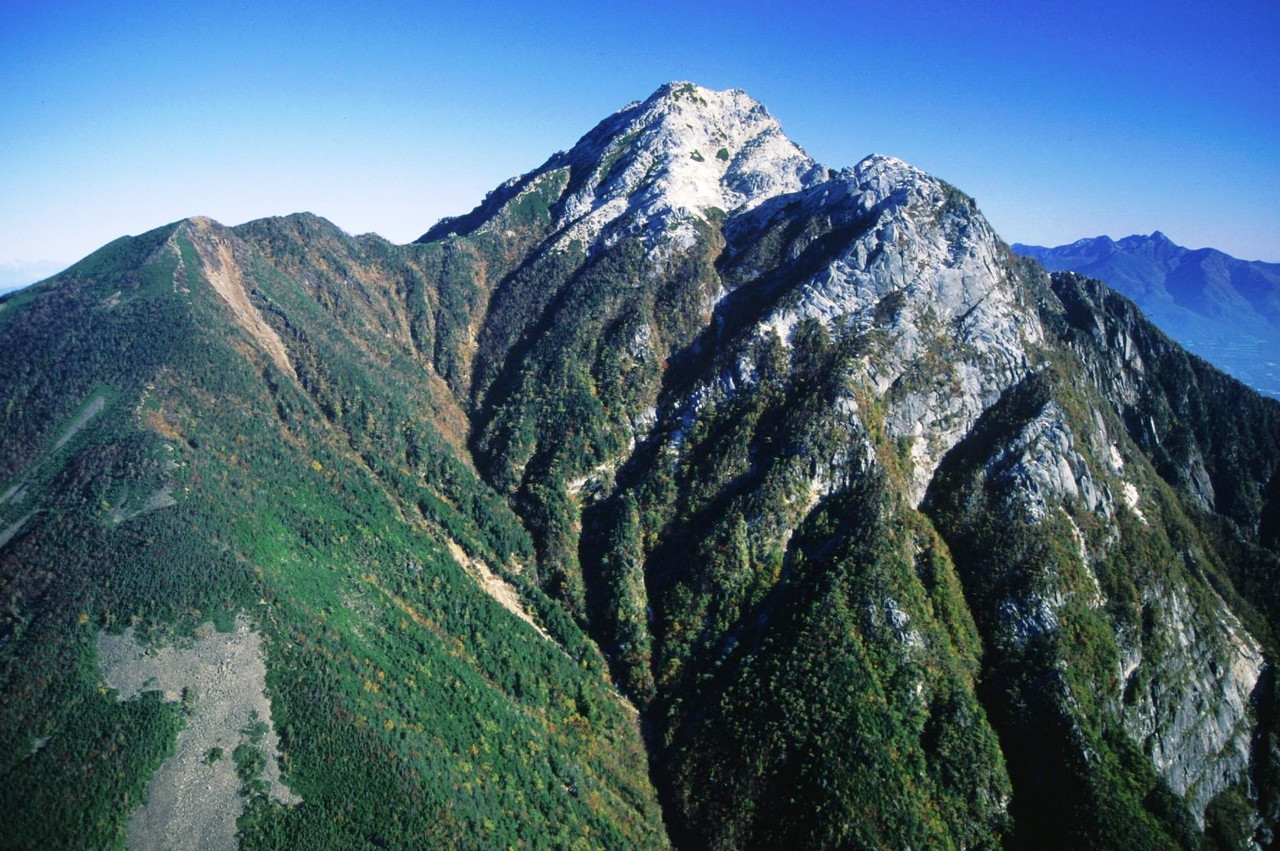
栗沢山から望む駒津峰と甲斐駒ヶ岳

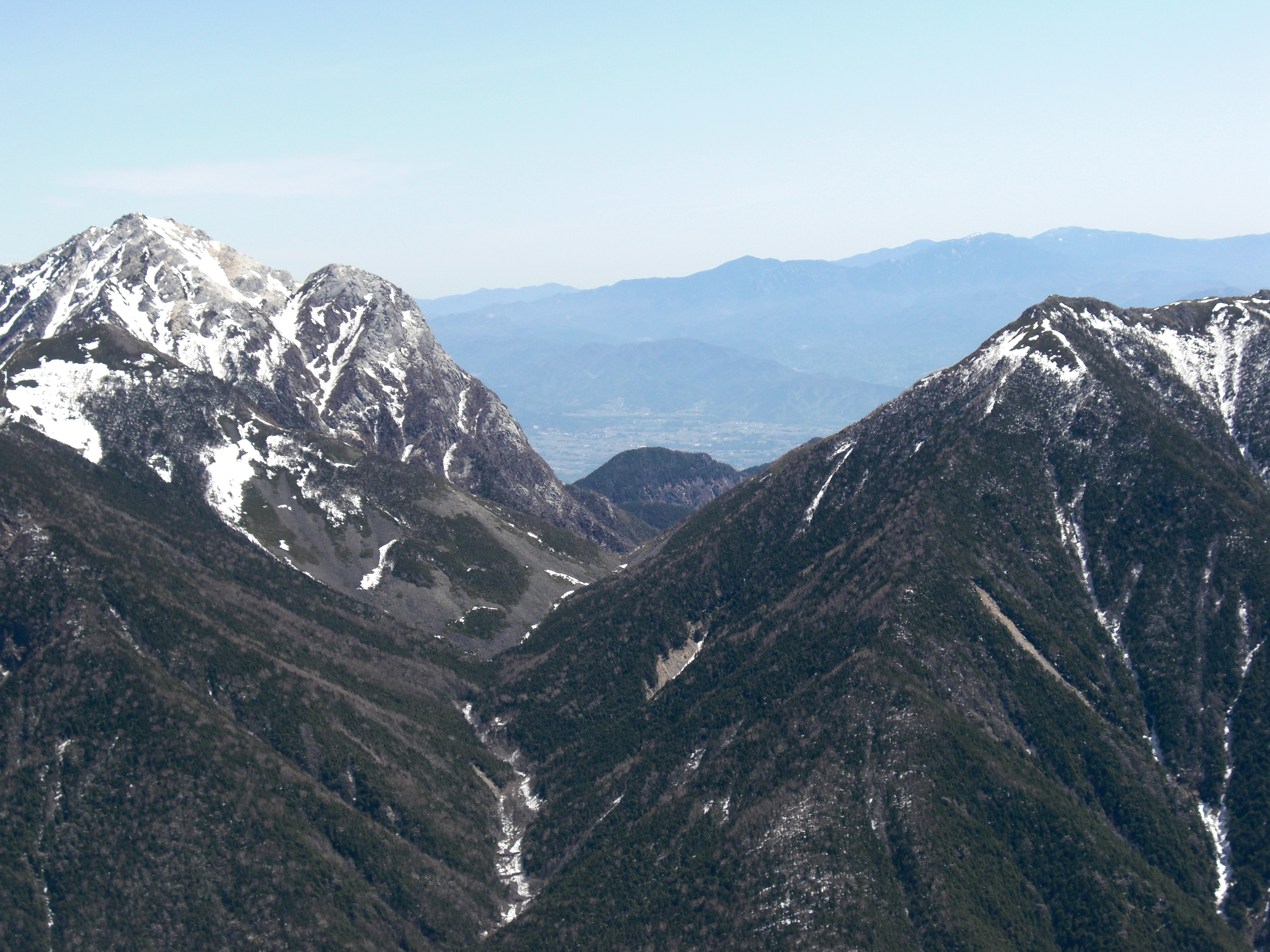
仙水峠

北沢峠からのルートは二つある。北沢峠周辺に宿泊し、別の日に仙丈ヶ岳にも登る事も出来る。
 • 稜線ルート
双児山と駒津峰を経由する尾根のルート。最後、六方石の先は、急な花崗岩の岩の稜線を直登する冬期ルートと、南側の斜面を周り込むトラバースルート（巻道）がある。トラバースルートの方が一般向きで、途中に摩利支天（まりしてん、2,820 m）への分岐があり、山頂直下で黒戸尾根からのルートに合流する。山頂には駒ヶ岳神社奥社があり、大きな花崗岩の岩が林立する。
 • 仙水峠を経由するルート
仙水小屋と仙水峠を経由し南側から回りこみ、駒津峰で稜線ルートに合流する。仙水峠の下部には、岩がごろごろした岩塊斜面がある。仙水峠から駒津峰への登りは急峻で、下部は針葉樹林帯、上部は森林限界のハイマツ帯で高山植物が自生し、ライチョウの生息地にもなっている。また、鳳凰三山からの早川尾根のルートは、アサヨ峰と栗沢山を経て仙水峠で本ルートに合流する。
北沢峠バス停までのアクセスは北沢峠を参照。
登山の標準時間

| ルート                                  | 登り      | 下り      |
| --------------------------------------- | --------- | --------- |
| 北沢峠バス停 - 甲斐駒ヶ岳（稜線ルート） | 4時間20分 | 2時間50分 |
| 上記の仙水峠経由                        | 4時間20分 | 3時間05分 |

### 黒戸尾根からのルート
登山道は伝統的には東側の黒戸尾根をたどるコースが使われていた。登り口は2つに分かれているが、そのいずれも起点が神社（竹宇駒ヶ岳神社と横手駒ヶ岳神社）となっていることは信仰の山ならではである。2つの道は笹平で繋がり以降は一本道となる。山頂手前で駒津峰へ分岐する。このコースは刀利天狗手前の「刃渡り」と七合目手前の鎖場に加え、八合目から先は危険箇所の連続となっている。また、高度順応を十分に行わないと2,600 m以上では呼吸がきつくなる。登山口が海抜700-800 mの人里であるため、山頂との標高差が約2,200 mあり、日本三大急登にも数えられる程の体力を要するルートとなっている。登頂のみが目的の場合、南アルプス市営バス・伊那市営バスが通っている北沢峠（標高2,032 m）からのコースを辿る登山者が多い。ただし、北沢峠コースの場合広河原からのバスの始発が6時50分（時期によって変動）であり、登山開始が早くとも7時30分ころとなるため、夜行の高速バスで3時から4時ころに登り始めることができる黒戸尾根コースよりも効率が悪く、また、頂上で御来光を拝む場合北沢峠側は直近の仙水小屋から3時間40分かかるのに対し、黒戸尾根側は七丈小屋から2時間30分で登れることから、黒戸尾根コースも依然として人気が高い。
登山の標準時間
竹宇駒ヶ岳神社からで登り9時間30分、下り5時間40分。七丈小屋にて宿泊可能。
| ルート                          | 登り      | 下り      |
| ------------------------------- | --------- | --------- |
| 竹宇駒ヶ岳神社 - 横手・白須分岐 | 2時間30分 | 1時間30分 |
| 横手駒ヶ岳神社 - 横手・白須分岐 | 2時間40分 | 1時間40分 |
| 横手・白須分岐 - 七丈小屋       | 4時間30分 | 2時間40分 |
| 七丈小屋 - 甲斐駒ヶ岳           | 2時間30分 | 1時間30分 |

#### アクセス
- 竹宇駒ヶ岳神社
  - 秋葉原から高速バス（毎日新聞旅行）
  - 小淵沢駅よりタクシー20分程度
  - 韮崎駅より韮崎・下教来石線にて白須下車（32分）、白須よりタクシー8分程度
- 横手駒ヶ岳神社
  - 日野春駅よりタクシー20分程度
  - 日野春駅よりバス横手・日野春線にて横手下車、徒歩20分程度（ただし、日野春駅発は午後便のみなので、登山に使えるのは帰り便）

どちらの神社にも駐車場があり、竹宇駒ヶ岳神社は100台収容可能。

#### 画像

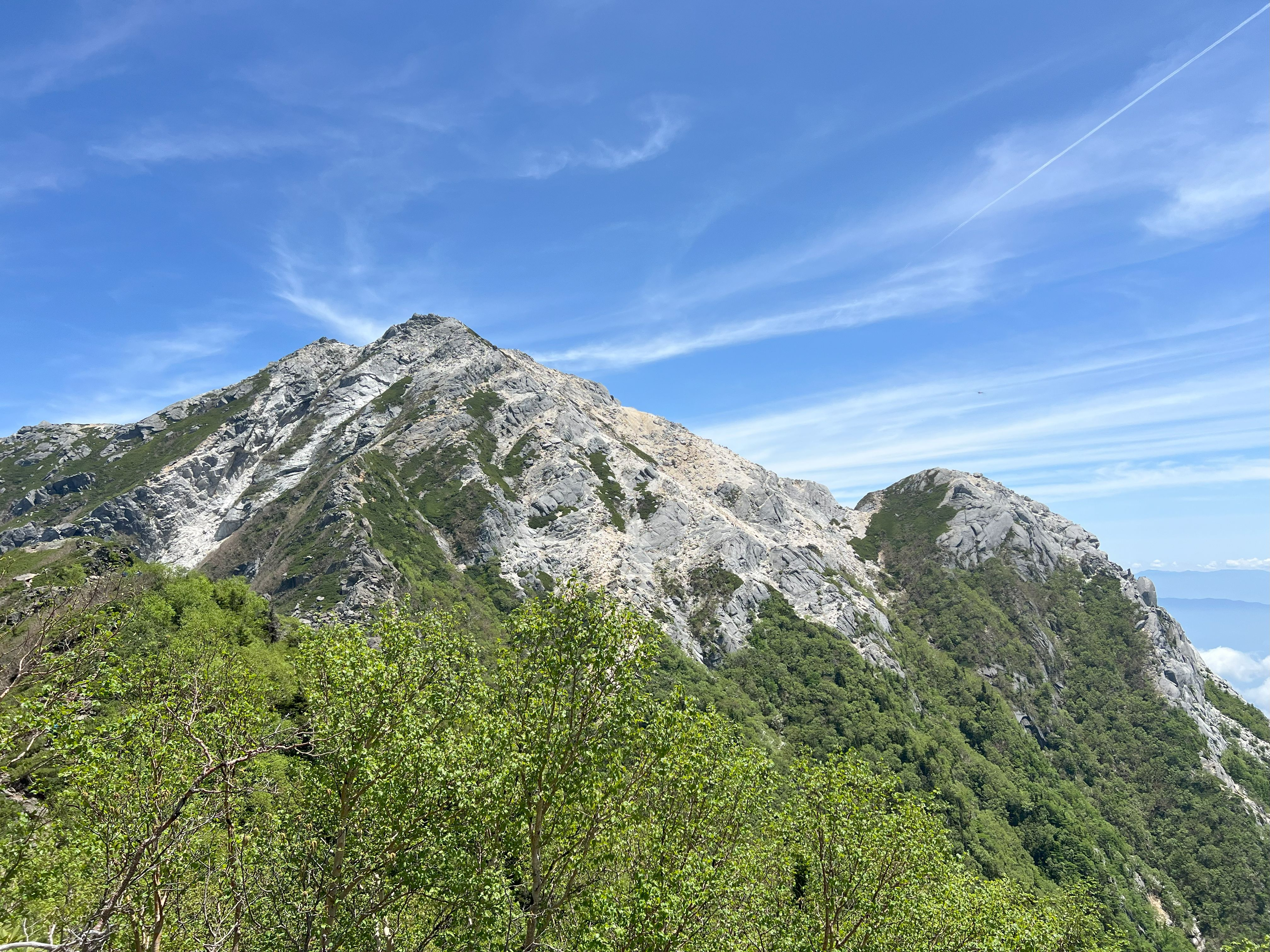
駒津峰から望む甲斐駒ヶ岳山頂と摩利支天
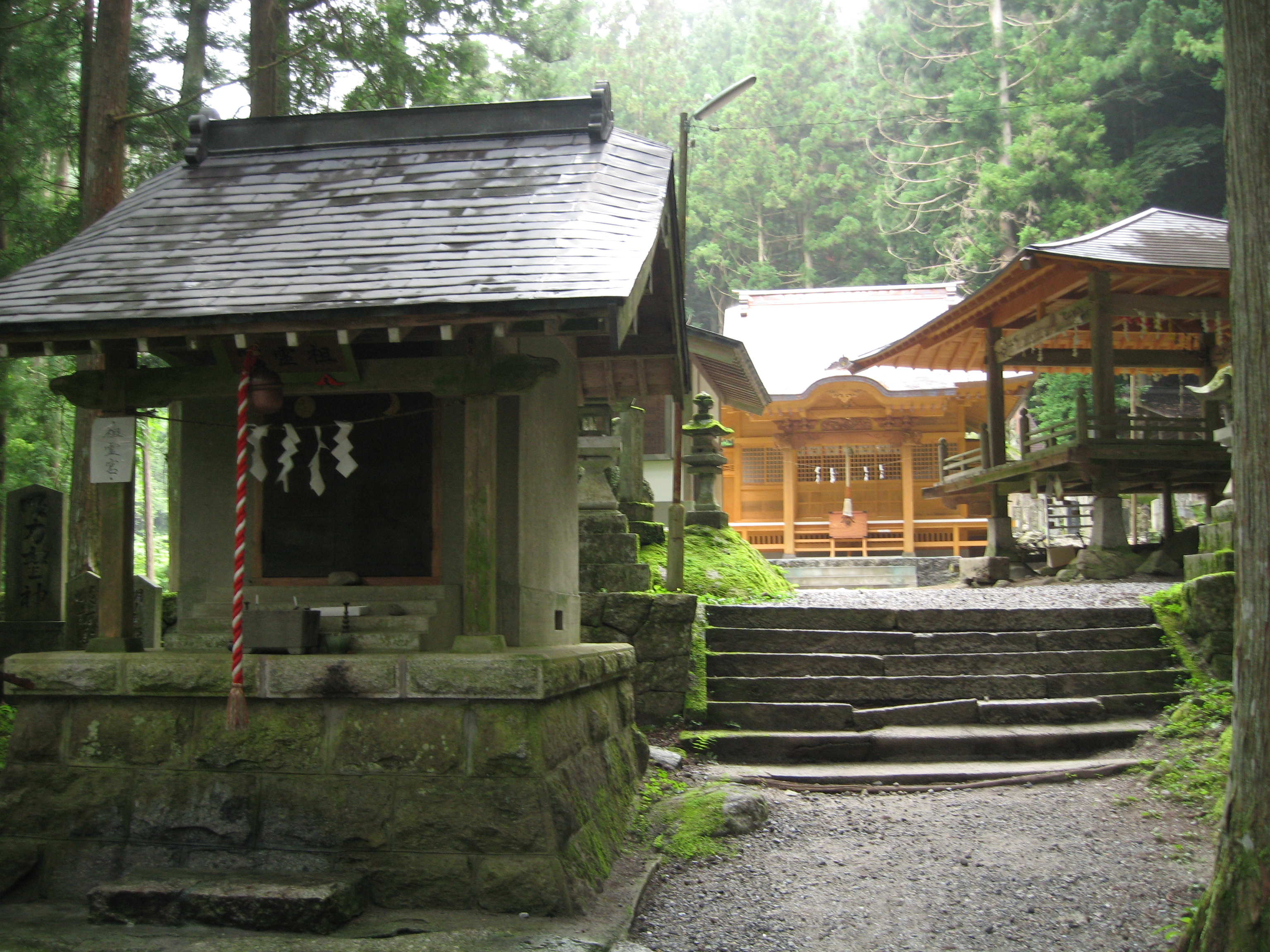
甲斐駒ヶ岳麓の竹宇駒ケ岳神社
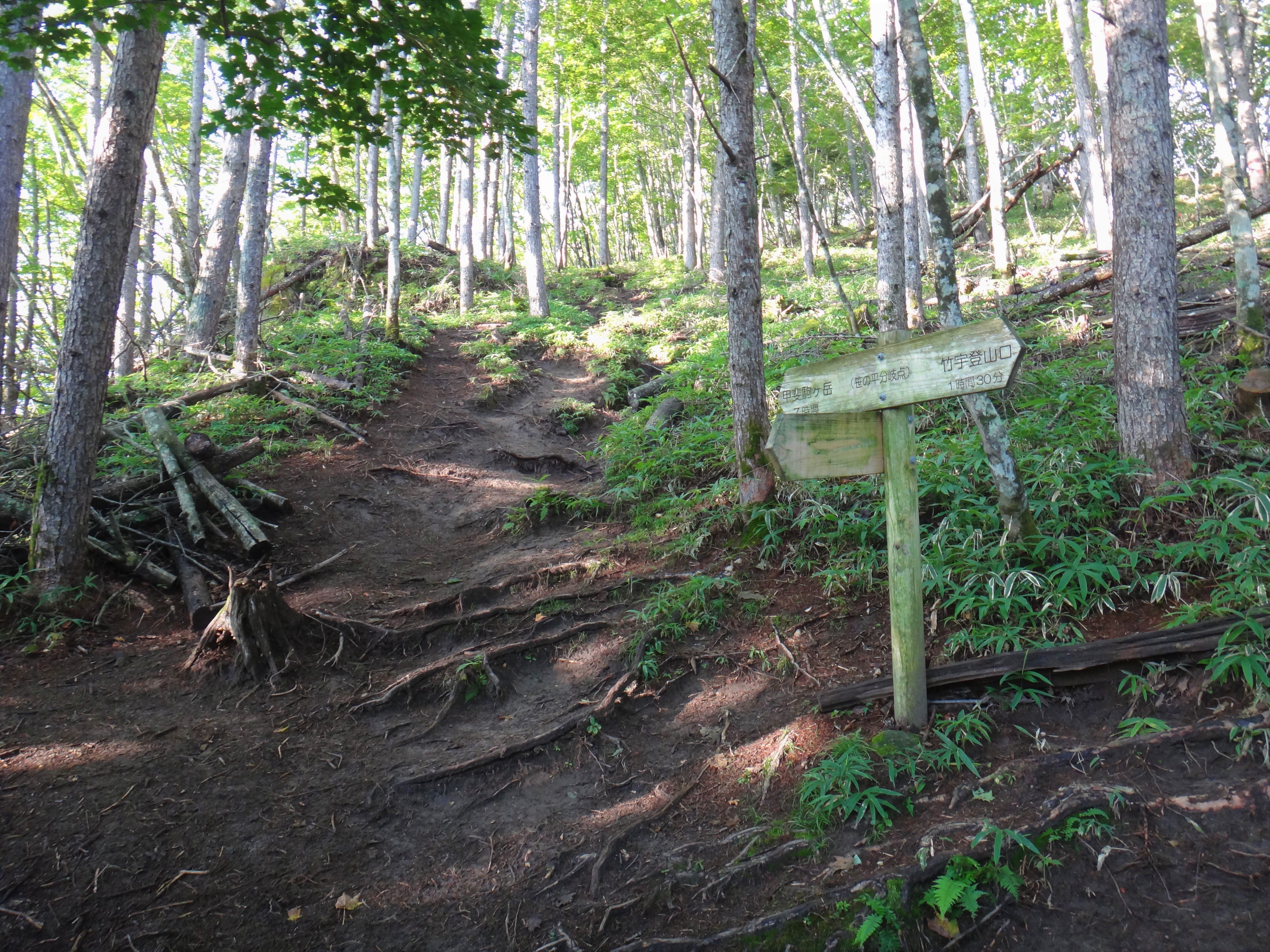
合流地点の笹平
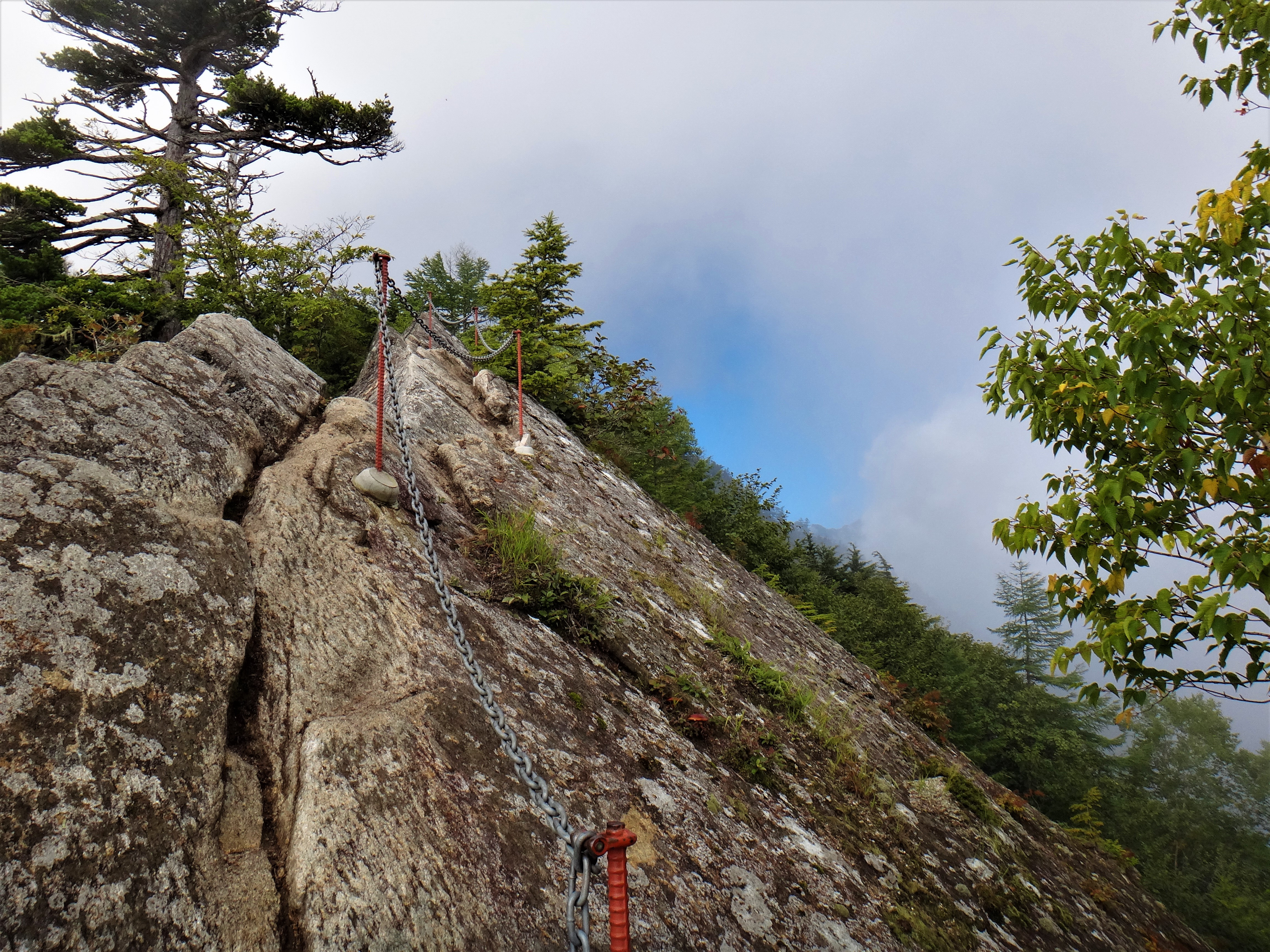
刃渡り
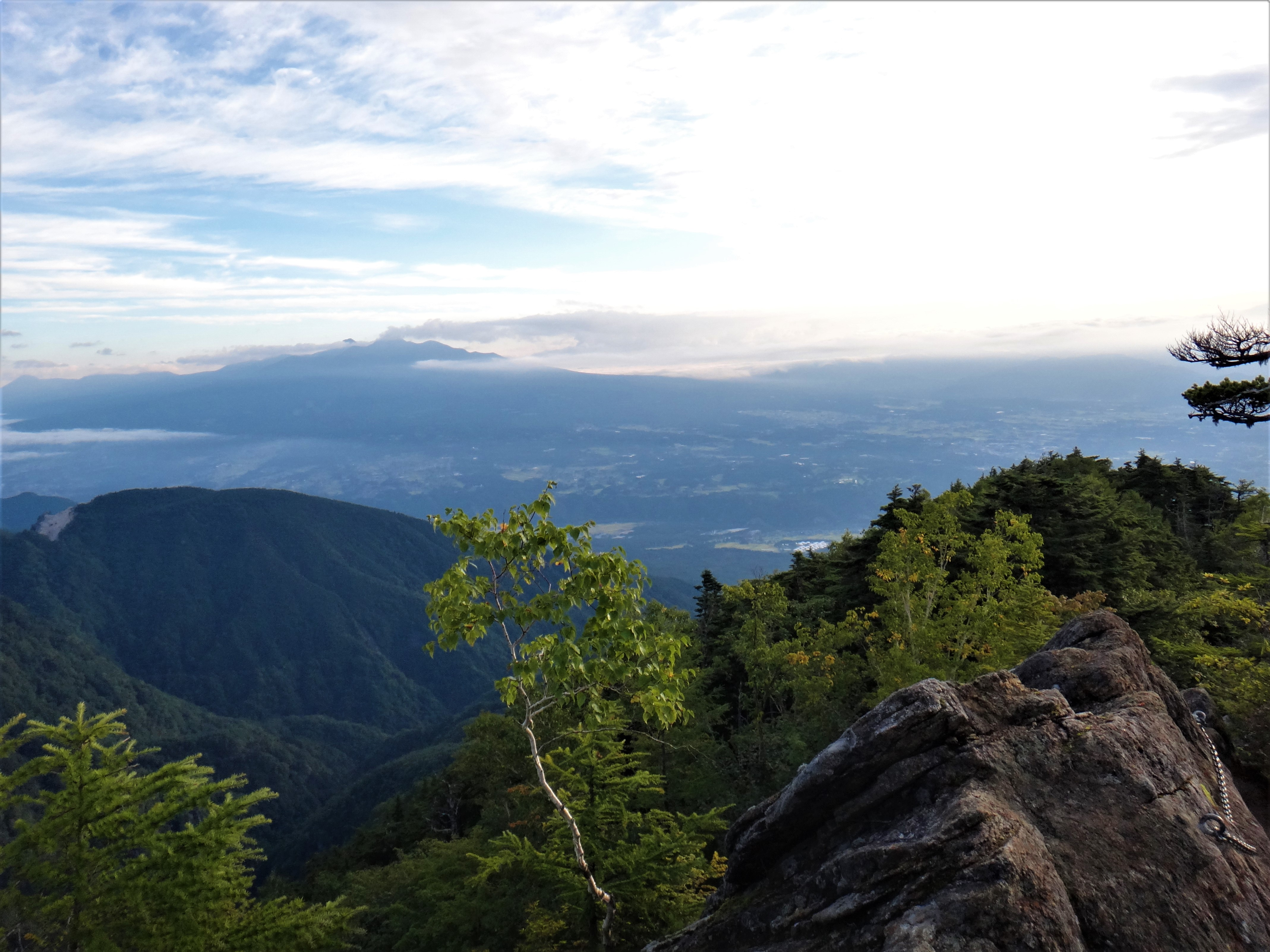
刃渡りから八ヶ岳を望む
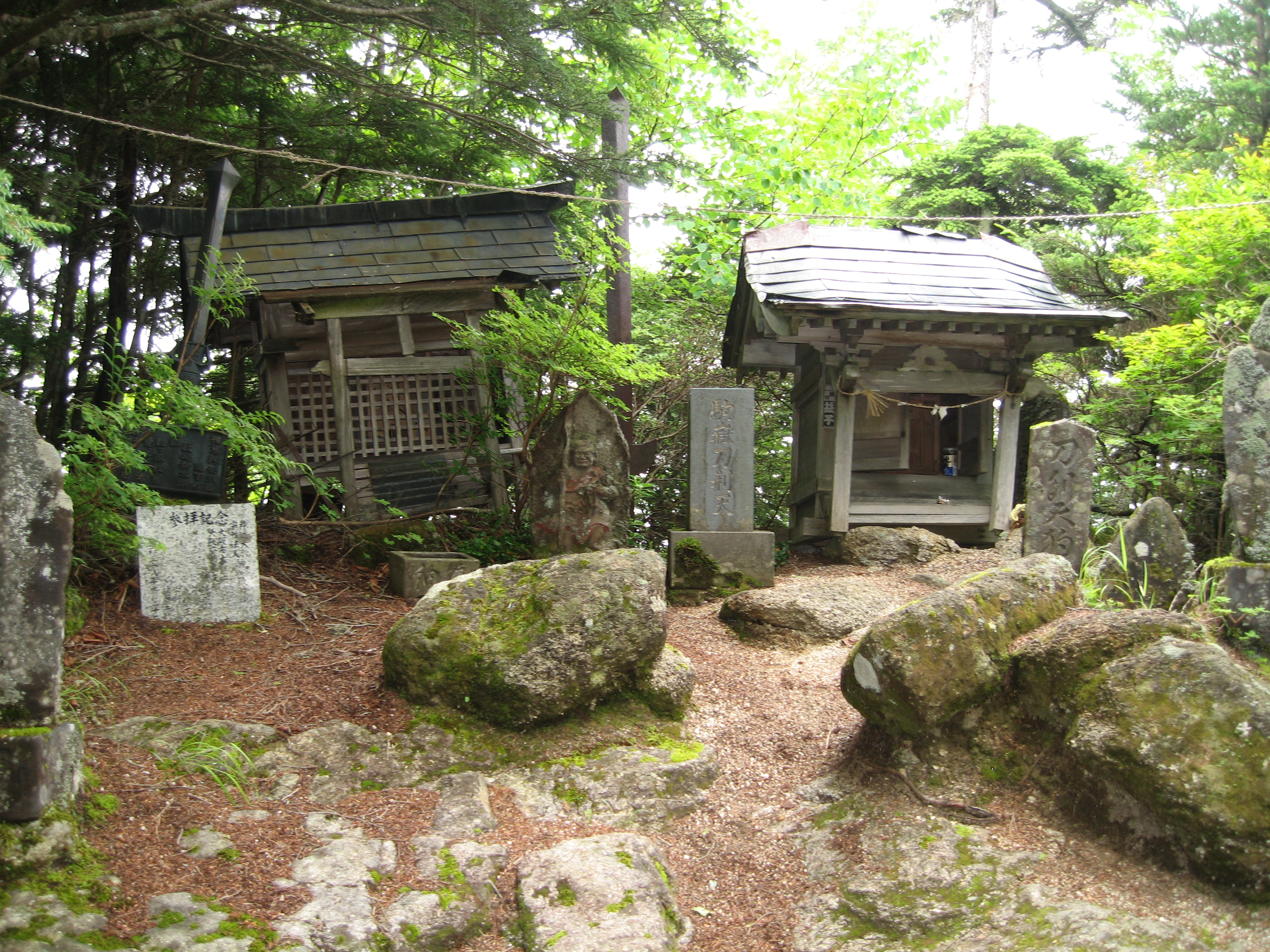
甲斐駒ヶ岳の刀利天狗祠
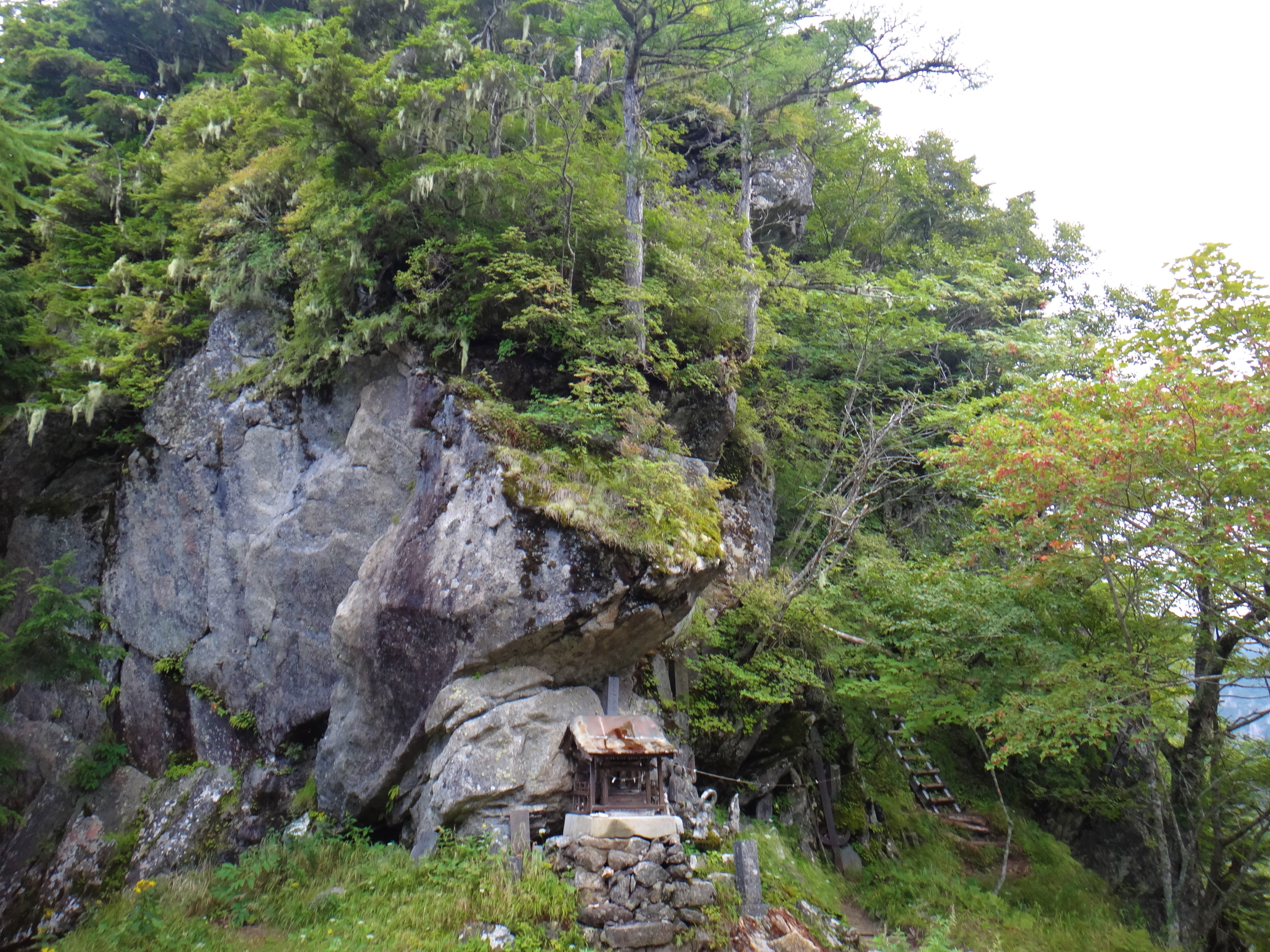
黒戸尾根の屏風岩
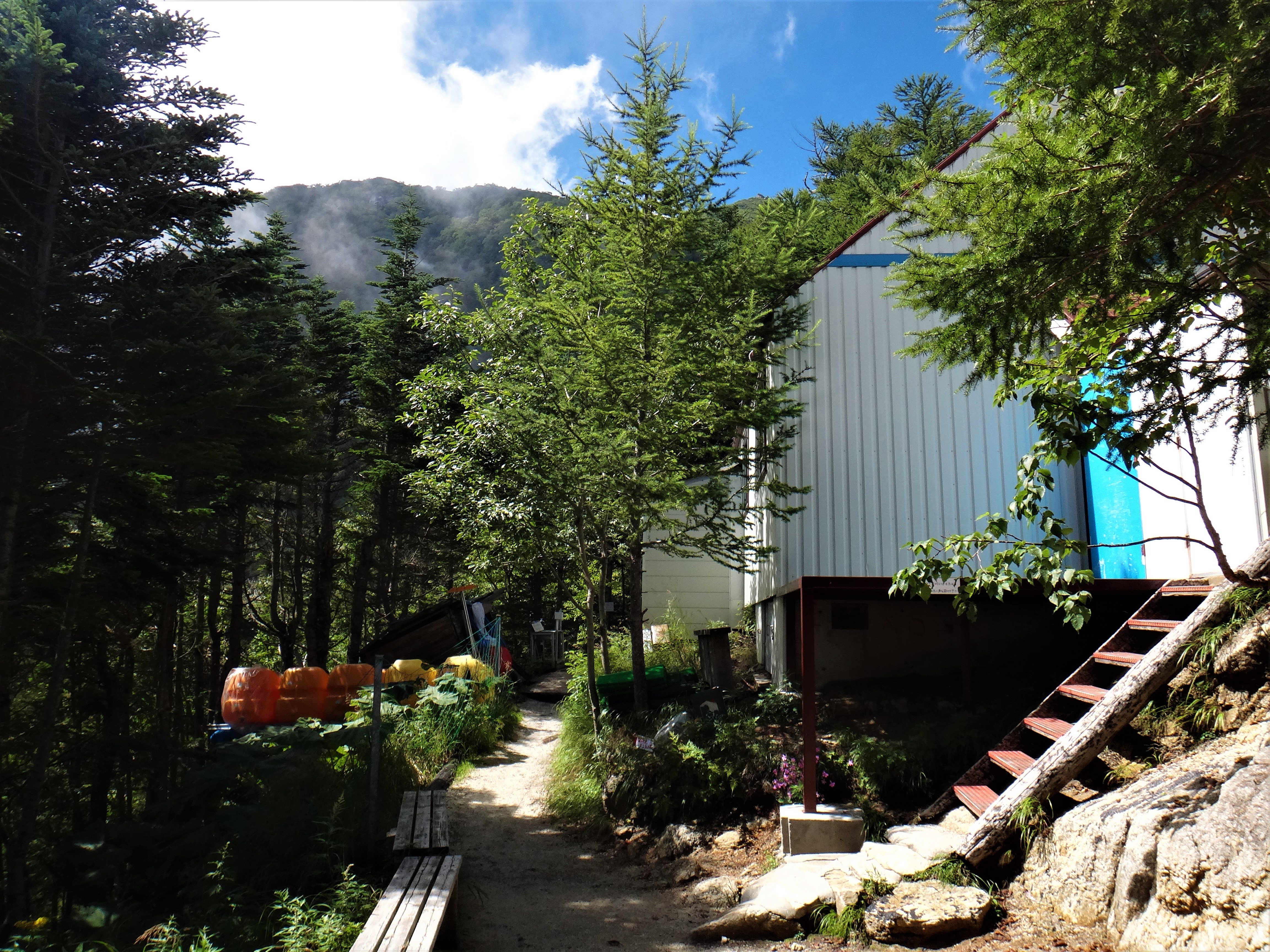
七丈小屋（黒戸尾根）
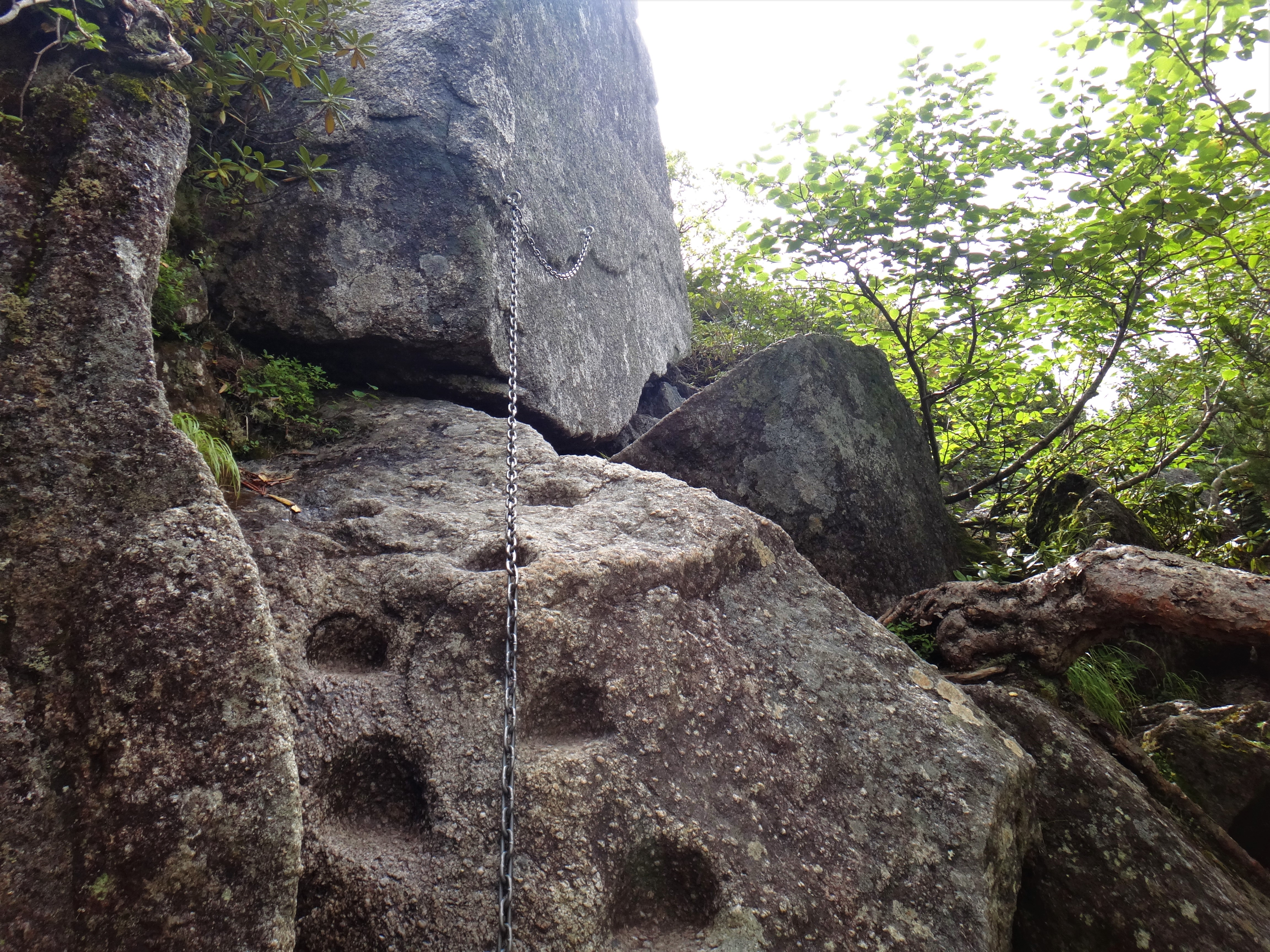
八合目付近の鎖場
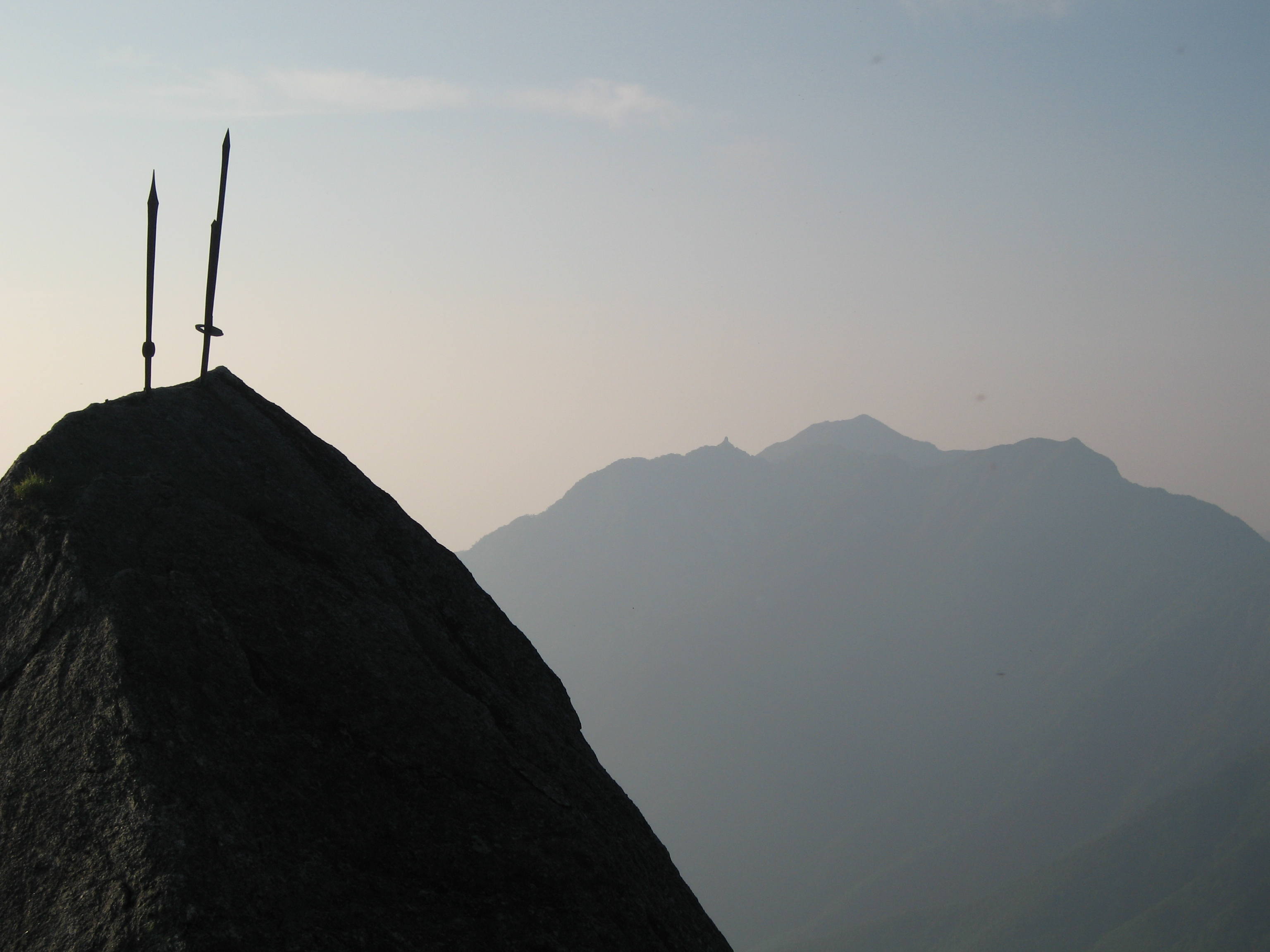
甲斐駒ヶ岳の2本剣と鳳凰三山
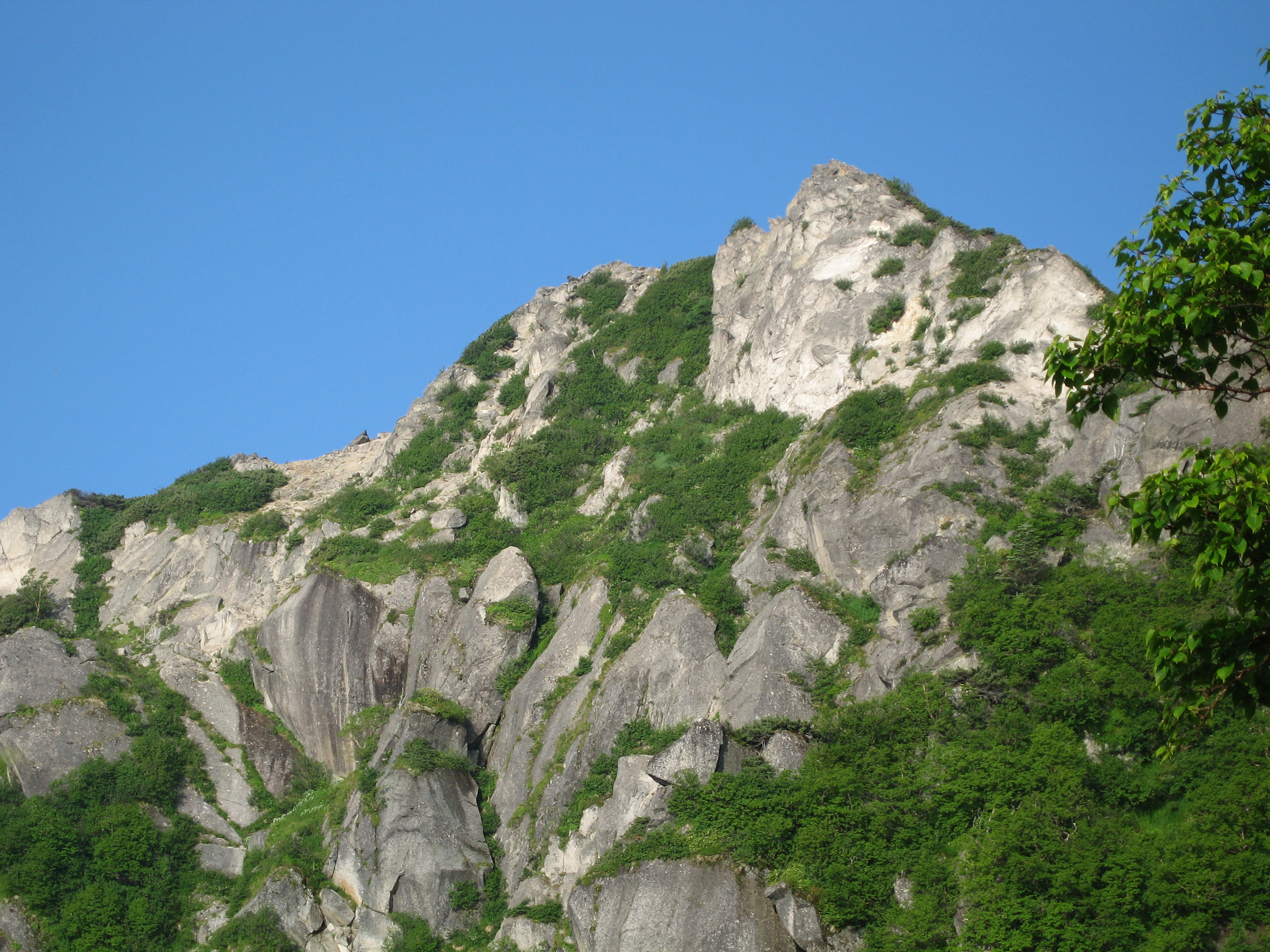
甲斐駒ヶ岳山頂を黒戸尾根より
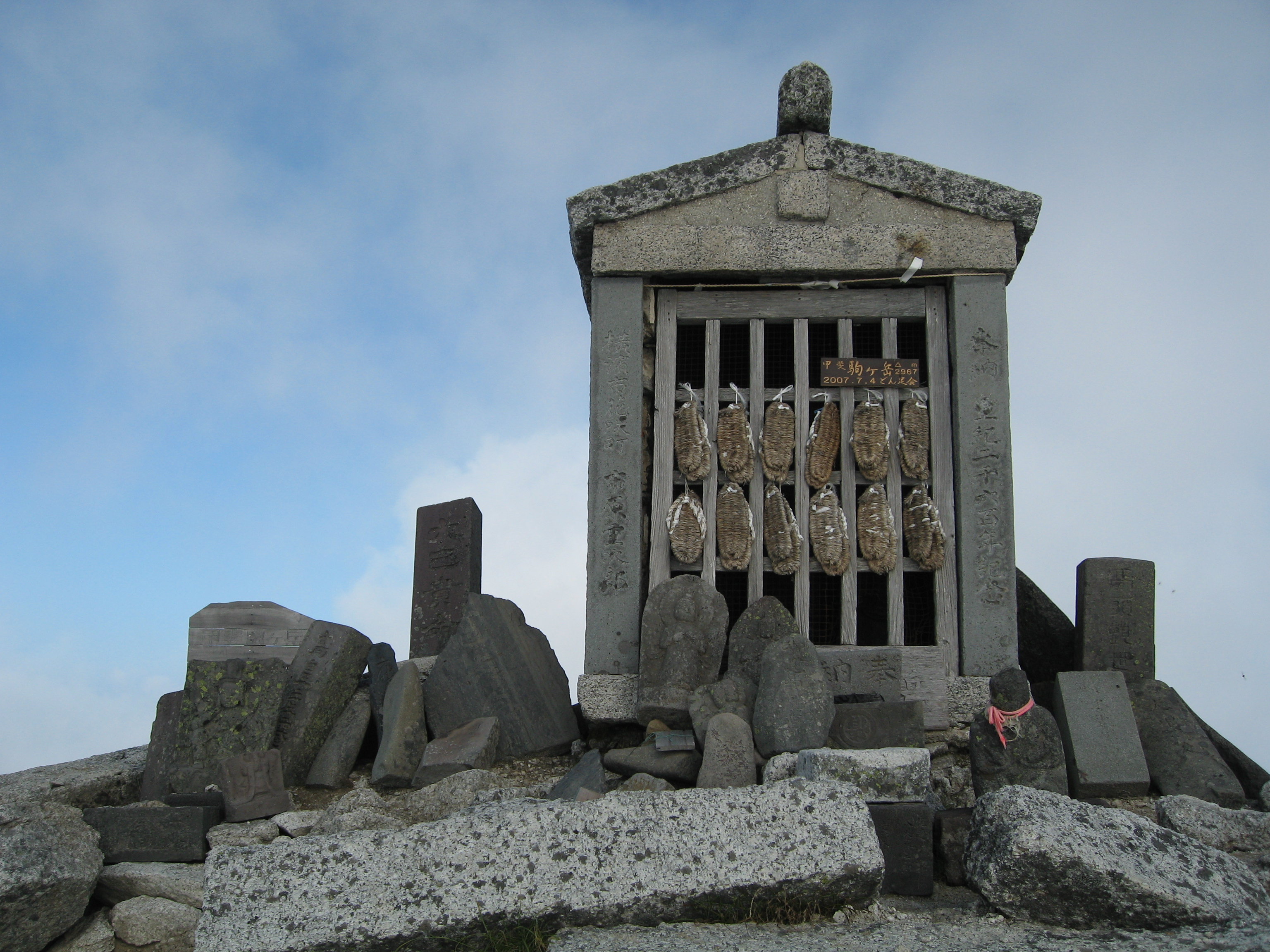
甲斐駒ヶ岳山頂
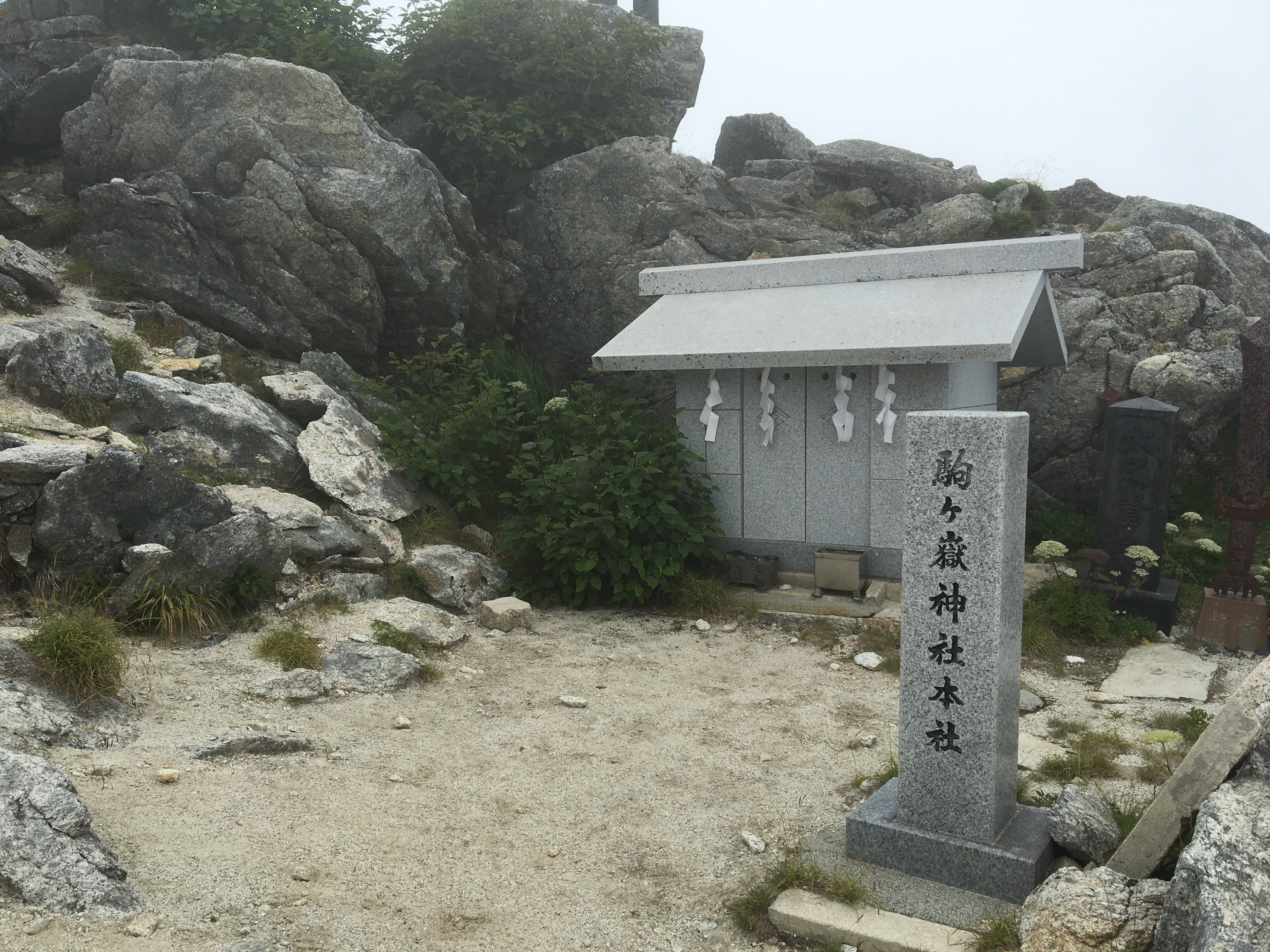
山頂直下にある駒ヶ嶽神社本社
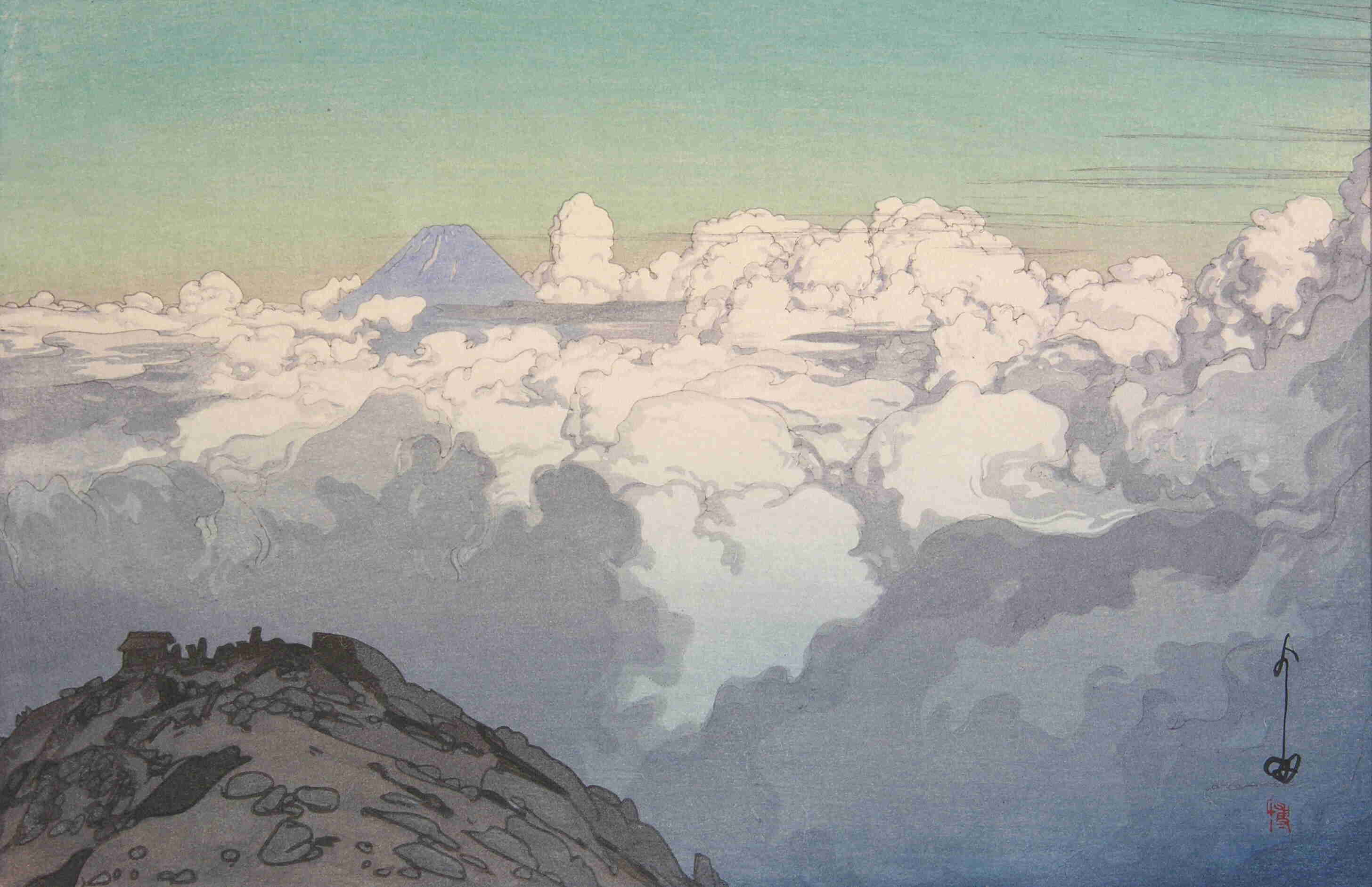
吉田博「日本南アルプス集 駒ケ岳山頂より」 1928年（昭和3年）

### 鋸岳からのルート
甲斐駒ヶ岳から北西に伸びる鋸岳からの稜線ルートは、鋸歯状の急峻な痩せ尾根やガレ場など危険箇所が連続する上級者向けのルート。六合目には石室小屋があり、その西側の谷筋で水が得られる場合がある。

### 登攀・沢（バリエーション）ルート
対象としては
- 赤石沢（Aフランケ、Bフランケ、奥壁）
- 摩利支天峰（サデの大岩、東壁、中央壁）
- 坊主岩

沢登り対象としては
- 尾白川本谷
- 黄蓮谷（右俣、左俣）
- 大武川

などがある。

### 周辺の山小屋
| 名称                                    | 所在地                         | 収容 人数 | キャンプ 指定地 | 備考                       |
| --------------------------------------- | ------------------------------ | --------- | --------------- | -------------------------- |
| 七丈小屋                                | 黒戸尾根の七合目               | 30人      | テント30張      | 通年、要予約、水洗トイレ   |
| 第2七丈小屋                             | 黒戸尾根の七合目               | 20人      | テント30張      | 通年、要予約。             |
| （五合目小屋）                          | （黒戸尾根の五合目）           |           |                 | 2007年（平成19年）に撤去   |
| 仙水小屋                                | 北沢峠と仙水峠の中間点         | 30人      | テント11張      | 通年、要予約、給水施設あり |
| 南アルプス市長衛小屋 （旧北沢駒仙小屋） | 北沢峠の東の北沢右岸           | 60人      | テント100張     | 給水施設あり               |
| 北沢峠こもれび山荘（旧長衛荘）          | 北沢峠バス停前                 |           |                 | 要予約、給水施設あり       |
| 大平山荘                                | 北沢峠の直下北西               | 80人      |                 | 要予約、給水施設あり       |
| 早川尾根小屋                            | 早川尾根ノ頭の南               | 30人      | テント15張      | 要予約、給水施設あり       |
| 六合目石室                              | 甲斐駒ヶ岳と鋸岳三ツ頭鞍部付近 | 10人      |                 | 無人解放                   |

## 地理

### 周辺の主な山

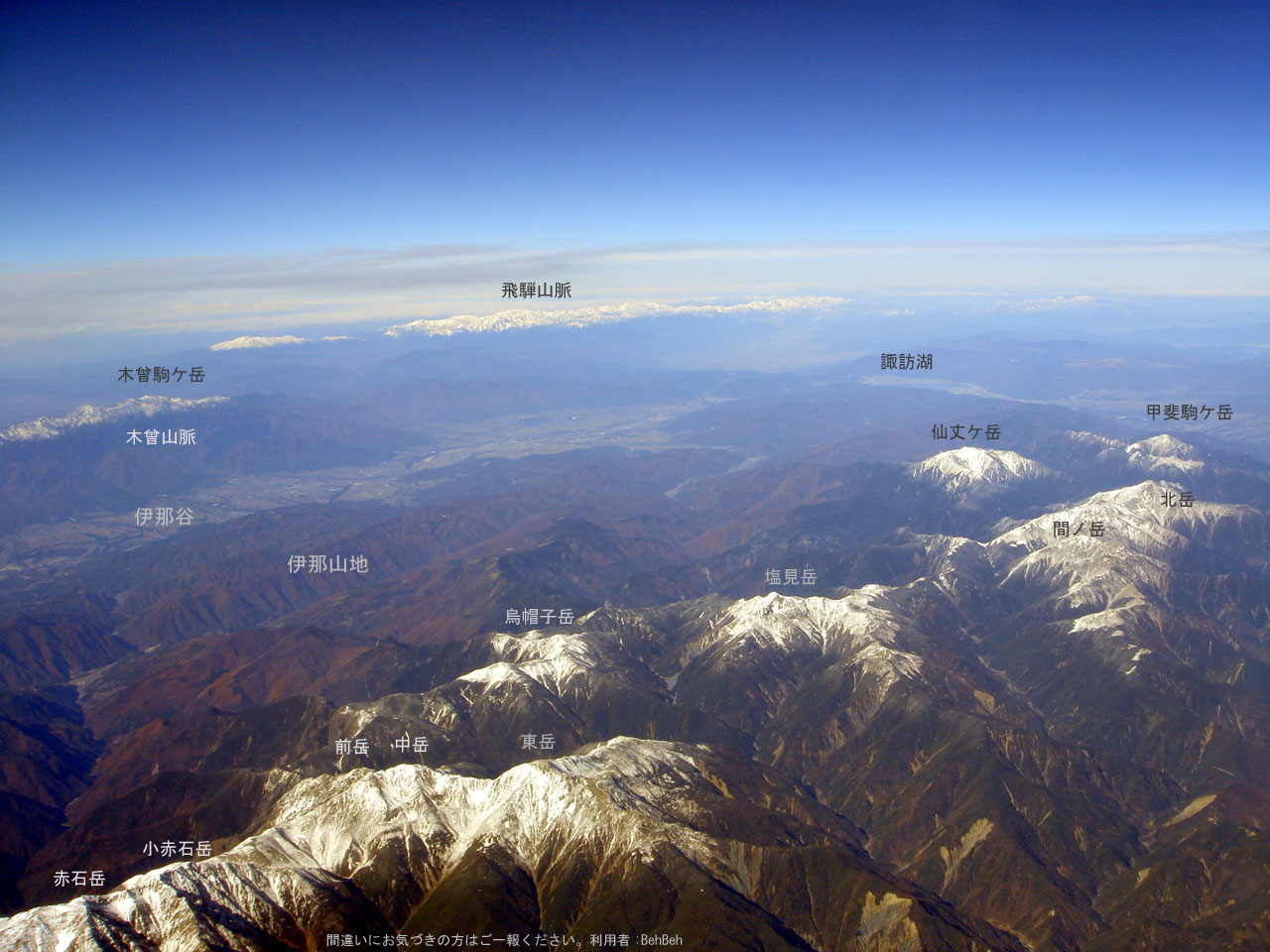
甲斐駒ヶ岳と木曽駒ヶ岳

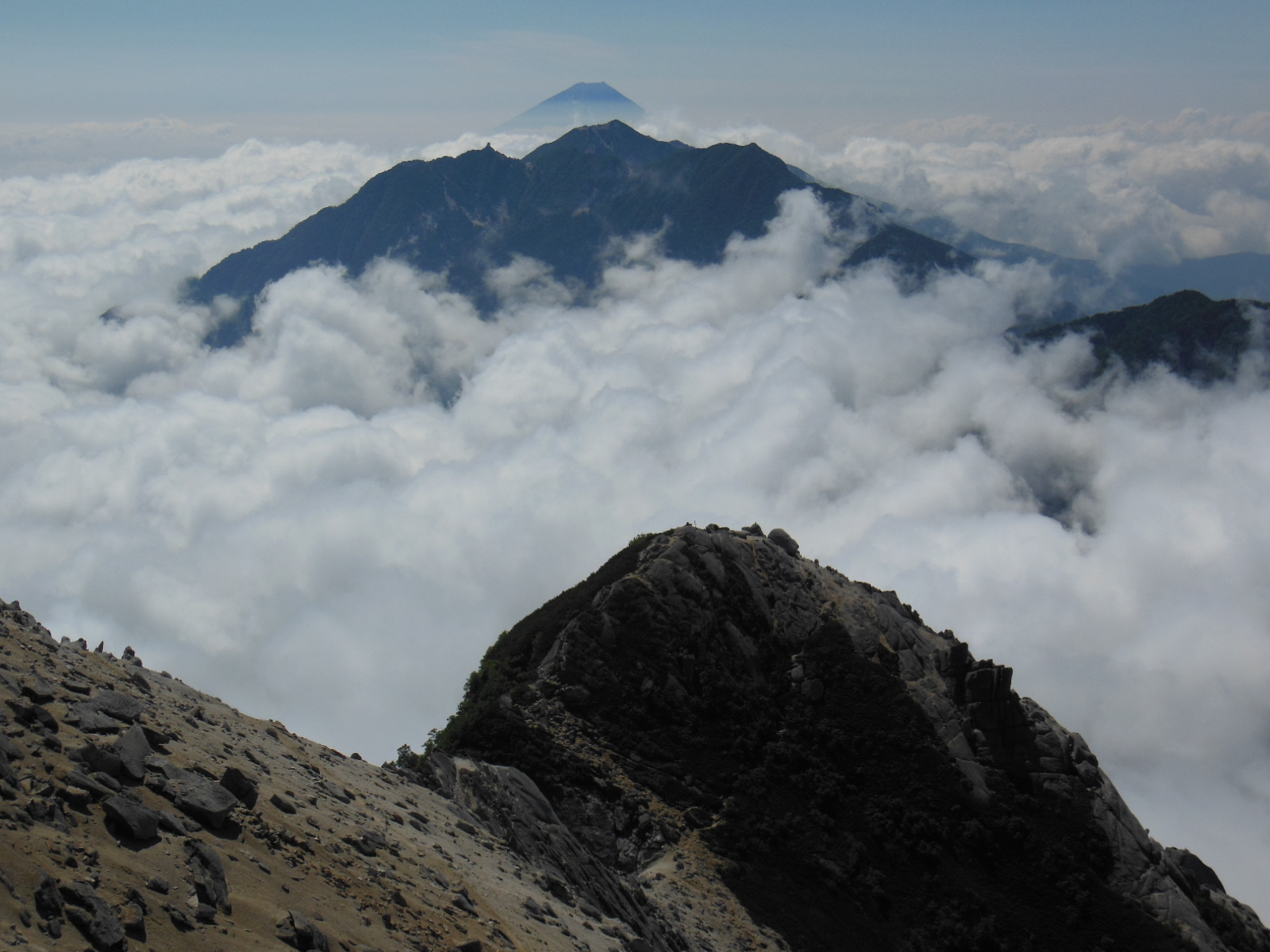
甲斐駒ヶ岳からの眺望

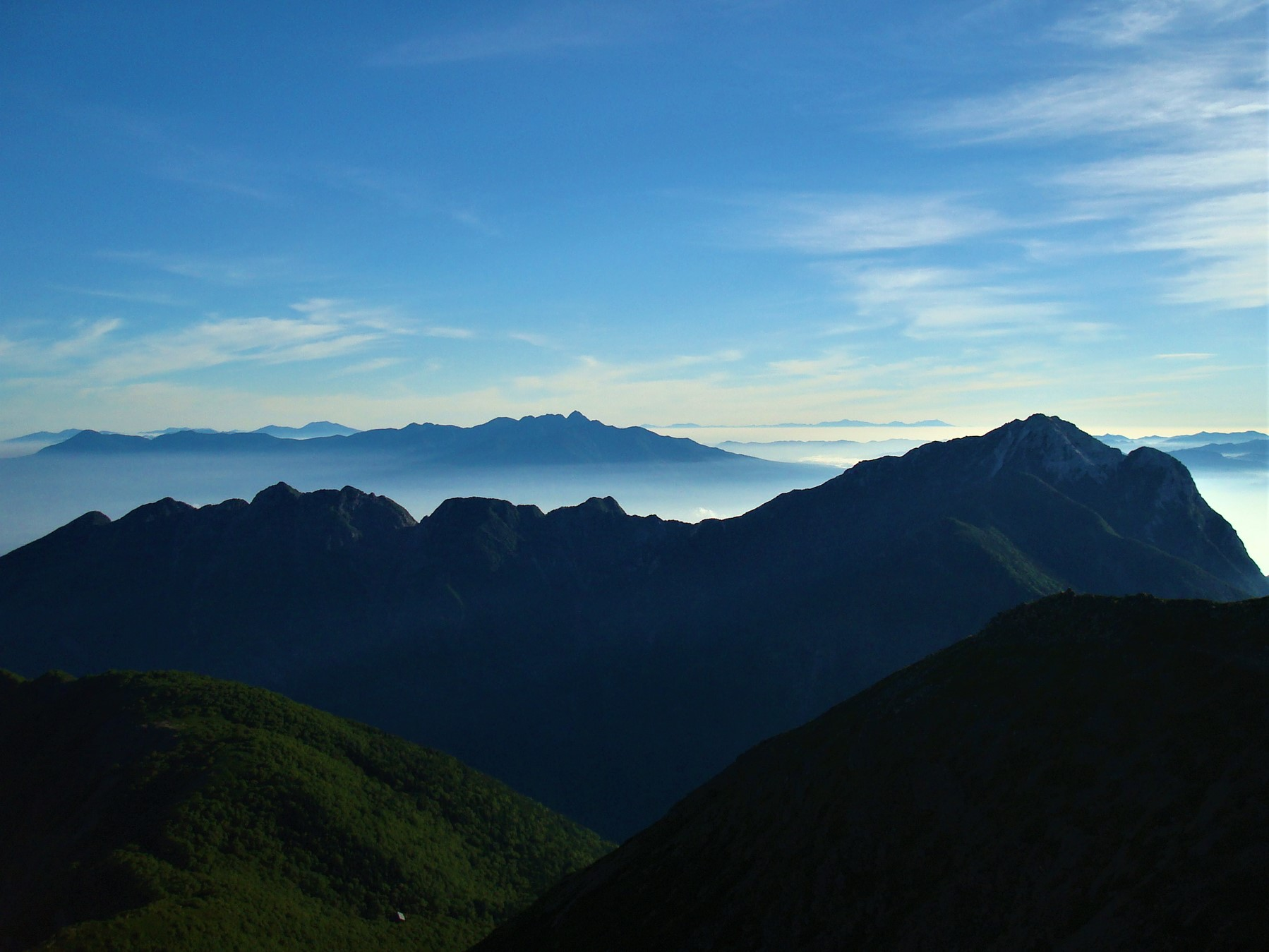
仙丈ケ岳からの甲斐駒ヶ岳

赤石山脈（南アルプス）の主稜線上にあり、北東には黒戸尾根が延びる。
| 山容 | 名称                | 標高 (m) | 三角点            | 距離 (km) | 方角   | 備考                  |
| ---- | ------------------- | -------- | ----------------- | --------- | ------ | --------------------- |
|      | 木曽駒ヶ岳          | 2,956    | 一等              | 39.3      | 西     | 日本百名山            |
|      | 八ヶ岳（赤岳）      | 2,899    | 一等              | 26.5      | 北北東 | 日本百名山            |
|      | 鋸岳                | 2,685    |                   | 3.4       | 北西   | 日本二百名山          |
|      | 甲斐駒ヶ岳          | 2,967    | 一等 (2,965.58 m) | 0         |        | 日本百名山            |
|      | 摩利支天            | 約2,820  |                   | 0.4       | 南南東 |                       |
|      | 駒津峰              | 2,752    |                   | 0.8       | 南西   |                       |
|      | 栗沢山              | 2,714    |                   | 1.7       | 南     | 栗沢ノ頭 くりさわやま |
|      | アサヨ峰            | 2,799    | 三等              | 2.9       | 南     |                       |
|      | 仙丈ヶ岳            | 3,033    | 二等              | 6.4       | 南西   | 日本百名山            |
|      | 鳳凰山 （観音ヶ岳） | 2,840    | 二等              | 8.7       | 南東   | 日本百名山            |
|      | 北岳                | 3,193    | 三等 (3,192.18 m) | 9.3       | 南     | 日本百名山            |
|      | 富士山              | 3,776    | 二等              | 62.6      | 南東   | 日本百名山            |

### 源流の河川
源流の河川は太平洋へ流れる。
- 戸台川（天竜川の支流）
- 釜無川（富士川の支流）
- 尾白川（釜無川の支流）
- 大武川（富士川の支流）

## 主な事故
- 1962年1月1日 - 前年暮れより東京白稜会のメンバー18名が4班に分かれて赤石沢・摩利支天の登攀を行っていたが、この日の天候悪化に巻き込まれて登攀中のビバークを余儀なくされ、奥壁左ルンゼを登攀中の3名が風雪に晒されたまま進退極まって翌2日に全員滑落・死亡した（他のメンバーは奥壁左ルンゼの異変には気付いていたものの、天候と岩場に阻まれてなすすべがなかったという）[11]。

## 関連文献
- 長沢洋『山梨県の山』（改訂版）山と渓谷社〈新・分県登山ガイド〉、2010年2月。ISBN 978-4-635-02364-1。
- 中西俊明、山下春樹『南アルプス』山と渓谷社〈ヤマケイ・アルペンガイド〉、2009年7月。ISBN 978-4-635-01358-1。
- 日本山岳会 編『新日本山岳誌』ナカニシヤ出版、2005年11月。ISBN 4-7795-0000-1。
- 藤森栄一「甲斐駒ヶ岳の2人」『遥かなる信濃』学生社、1970年5月、202頁。ISBN 978-4-311-20083-0。
- 山梨日日新聞社 編『アタック山梨百名山 中高年のためのコースガイド』山梨日日新聞社、2005年5月。ISBN 4-89710-853-5。
- （小説）新田次郎「駒ケ岳開山」『からかご大名』新潮社〈新潮文庫〉、1985年9月。ISBN 4-10-112226-1。